# الهه عضدی
الهه عَضُدی (زادهٔ ۷ اسفند ۱۳۳۱) در سال ۱۹۶۸ دختر شایسته ایران شد. او همچنین در همان سال شاهدخت نوجوان جهان شد.
او با نمره ۱۹ داوران مسابقه و نظرخواهی مجله زن روز از ۴۲ هزار نفر برنده این مسابقات شد.
انتخاب دختر شایسته ایران، از ابتکارهای مجله «زن روز» وابسته به مؤسسه مطبوعاتی-انتشاراتی کیهان بود که از سال ۱۳۴۴ آغاز شد.
طی ۱۳ سال برگزاری مراسم دختر شایسته ایران، ۱۳ دختر برگزیده در هر سال به مسابقه انتخاب دختر شایسته جهان فرستاده شدند و از بین آنان الهه عضدی و شهره نیک‌پور، عنوان دختر شایسته جهان را به‌دست آوردند. پس از کنار رفتن شاهنشاهی پهلوی و روی کار آمدن نظام اسلامي این مسابقات دیگر برگزار نگردید و بالطبع نماینده ای از ایران به مسابقات ملکه زیبایی جهان فرستاده نشد.